# Notiomaso barbatus
Notiomaso barbatus är en spindelart som först beskrevs av Albert Tullgren 1901.  Notiomaso barbatus ingår i släktet Notiomaso och familjen täckvävarspindlar. Inga underarter finns listade i Catalogue of Life.